# Lophomachia semialba
Lophomachia semialba là một loài bướm đêm trong họ Geometridae.